# Direzione Investigativa Antimafia
Die Direzione Investigativa Antimafia (DIA) ist ein nationales italienisches Kriminalamt zur Bekämpfung der Mafia und anderen, ähnlichen Formen der Organisierten Kriminalität. Die DIA untersteht dem italienischen Innenministerium in Rom.

## Organisation
Das Personal wird fast ausschließlich von der Polizia di Stato (Polizei), den Carabinieri und der Guardia di Finanza übernommen.
Die Zentrale in Rom umfasst:
- drei operative Abteilungen: I Informationsbeschaffung und Auswertung, II Polizeiliche Ermittlungen, III Internationale Beziehungen und
- zentrale Verwaltungsdienststellen.

Daneben gibt es in ganz Italien zwölf regionale DIA-Ämter, die teilweise Außenstellen haben. Sie arbeiten den zentralen Abteilungen in Rom und anderen Polizeien in Italien und im Ausland zu.
Bei Ermittlungs- und Strafverfahren werden die Aktivitäten der DIA von besonderen Antimafia-Staatsanwaltschaften (Direzione Distrettuale Antimafia – DDA) koordiniert, die in der Regel den Staatsanwaltschaften bei den Berufungsgerichten angegliedert sind und der Nationalen Antimafia-Staatsanwaltschaft (Direzione Nazionale Antimafia – DNA) beim Kassationsgericht unterstehen.
Die DIA ist kein Geheimdienst. Für nachrichtendienstliche Aktivitäten, auch im Bereich der Organisierten Kriminalität, verfügt Italien über den Inlandsnachrichtendienst Agenzia Informazioni e Sicurezza Interna (AISI), der dem Ministerpräsidenten untersteht, das Innenministerium jedoch direkt mit sachdienlichen Informationen versorgt. Im Bereich der Aufklärung der grenzüberschreitenden Kriminalität wird unter der Regie des Koordinierungsorganes DIS auch der Auslandsdienst AISE tätig.

## Geschichte
Die DIA entstand 1992 durch das Gesetz Nr. 410 vom 30. Dezember 1991 aus dem „Hochkommissariat zur Mafiabekämpfung“. Die 1992 von der Mafia in Palermo ermordeten Untersuchungsrichter Giovanni Falcone und Paolo Borsellino, die das frühere Hochkommissariat für unzureichend hielten, gelten als die Väter der DIA und der speziellen Antimafia-Staatsanwaltschaften (DNA/DDA).